# La rosa blanca (obra de teatre)
|  | Per a altres significats, vegeu «La Rosa Blanca». |

La rosa blanca és un drama en tres actes i en vers, original de Frederic Soler, estrenat al Teatre Romea, el 3 d'octubre de 1867, on aprofundeix en el solc obert per les comèdies de costums.
Repartiment amb els actors que el van estrenar:
- Rita: Francisca Soler
- Lluc: Lleó Fontova
- Daniel: Josep Clucellas
- Damià: Antoni Tutau
- Carlos: Miquel Llimona
- Don Albert: Iscle Soler
- Bartolo: Francisco Carvajal
- Ramon: Anton Comas
- Tano: Ferran Pijoan
- Pagès 1: Josep Maspons
- Pagès 2: Fèlix Urretja

## Edicions
- 3ª ed.: Impremta de Salvador Bonavia. Barcelona, 1909